# Ghost Dog: The Way of the Samurai
Ghost Dog: The Way of the Samurai (bra: Ghost Dog ou Ghost Dog - Matador Implacável; prt: Ghost Dog: O Método do Samurai ou Ghost Dog - O Método do Samurai)  é um filme russo-ítalo-franco-luso-germano-nipo-estadunidense de 1999, dos gêneros drama, ação, policial e suspense, escrito e realizado por Jim Jarmusch.

## Resumo
Ghost Dog (Forest Whitaker) é um samurai dos tempos modernos que, ao mesmo tempo em que atua como assassino de aluguel, serve com devoção ao homem que salvou a sua vida quando era criança, Louie (John Tormey).[carece de fontes?]

## Elenco
- Forest Whitaker — Ghost Dog
- John Tormey — Louie
- Cliff Gorman — Sonny Valerio
- Henry Silva — Vargo
- Isaach De Bankolé — Raymond
- Tricia Vessey — Louise Vargo
- Victor Argo — Vinny
- Gene Ruffini — Velho Consigliere
- Camille Winbush — Pearline
- Damon Whitaker — Ghost Dog (jovem)

## Prémios e nomeações
- Foi nomeado ao César, na categoria de Melhor Filme Estrangeiro[carece de fontes?]